# Zevende Petroleumhaven
De Zevende Petroleumhaven is een haven in Rotterdam-Europoort. De Zevende Petroleumhaven ligt aan het 22,65 meter diepe Calandkanaal. Aan de Zevende Petroleumhaven zijn de Lyondell Europoort Terminal, de Vopak Terminal Europoort en Maatschap Europoort Terminal gevestigd. In de Zevende Petroleumhaven bevindt zich aan de westzijde de Donauhaven met een waterdiepte van 7,65 meter.